# Ginnastica ai Giochi della XXVIII Olimpiade - Sbarra

## Finale
| Posiz | Ginnasta                     | Valore Partenza | Brasile (bandiera) | Malaysia (bandiera) | Romania (bandiera) | Islanda (bandiera) | Canada (bandiera) | Cuba (bandiera) | Penalità | Totale |
| ----- | ---------------------------- | --------------- | ------------------ | ------------------- | ------------------ | ------------------ | ----------------- | --------------- | -------- | ------ |
|       | Igor Cassina Italia          | 10.00           | 9.85               | 9.80                | 9.80               | 9.85               | 9.80              | 9.80            | —        | 9.813  |
|       | Paul Hamm Stati Uniti        | 10.00           | 9.85               | 9.70                | 9.85               | 9.85               | 9.70              | 9.85            | —        | 9.800  |
|       | Isao Yoneda Giappone         | 10.00           | 9.75               | 9.85                | 9.80               | 9.80               | 9.80              | 9.75            | —        | 9.787  |
| 4     | Morgan Hamm Stati Uniti      | 10.00           | 9.80               | 9.80                | 9.75               | 9.75               | 9.80              | 9.80            | —        | 9.787  |
| 5     | Aleksej Nemov Russia         | 10.00           | 9.80               | 9.75                | 9.75               | 9.80               | 9.75              | 9.70            | —        | 9.762  |
| 6     | Xiao Qin Cina                | 10.00           | 9.70               | 9.75                | 9.65               | 9.75               | 9.75              | 9.75            | —        | 9.737  |
| 7     | Fabian Hambüchen Germania    | 10.00           | 9.70               | 9.75                | 9.70               | 9.65               | 9.70              | 9.70            | —        | 9.700  |
| 8     | Valerij Hončarov Ucraina     | 9.60            | 8.85               | 8.90                | 8.90               | 8.90               | 8.90              | 8.80            | —        | 8.887  |
| 9     | Daisuke Nakano Giappone      | 9.80            | 8.70               | 9.00                | 8.70               | 8.60               | 8.80              | 8.80            | —        | 8.750  |
| 10    | Yang Tae-Young Corea del Sud | 9.80            | 8.60               | 8.90                | 8.60               | 8.70               | 8.50              | 8.80            | —        | 8.675  |